# Ignacy Szumańczewski
Ignacy Szumańczewski (Szumańczowski) herbu Prus I – podstoli kamieniecki w latach 1748-1779, cześnik kamieniecki w latach 1746-1748.
Poseł na sejm 1754 roku i na sejm 1762 roku z województwa podolskiego.